# ソビエト連邦人民代議員大会
ソビエト連邦人民代議員大会（ソビエトれんぽうじんみんだいぎいんたいかい、ロシア語: Съезд народных депутатов СССР）は、ソビエト連邦末期のゴルバチョフによって、ソ連最高会議に替わって、設立された最高国家権力機関。
ソ連崩壊後のロシア連邦でも人民代議員大会の制度は引き継がれたが、1993年のモスクワ騒乱事件後の新憲法によって廃止・解消され、現行の二院制のロシア連邦議会が創設された。

## 概説
人民代議員大会設立の直接の契機となったのが、1988年6月に47年ぶりに開かれた第19回ソ連共産党協議会（党大会の会期の間に開かれる）であった。ペレストロイカ（改革）における政治改革の進行過程で、19回党協議会では、共産党と国家の分離、党の民主化、議会制度改革、法治主義の徹底という重要な方針が明確に打ち出された。この中で、新たな国家体制をめぐり、ソビエト国家の民主化か、アレクサンドル・ヤコブレフが主導した大統領制導入かで議論が闘われた。
ゴルバチョフは従前取られていた事実上、共産党による単独候補者が代議員として選出されるという、単なる追認的な選挙を改め、競合的な選挙による民意を真に代表する選挙と議会によって、ソビエト制度を刷新し、ペレストロイカを推進しようと目論んだ。一方で連邦構成体の各レベル共産党幹部（第一書記など）は、地方レベルのソビエト議長を兼務する方向性が打ち出され、民主化は、モスクワの中央部から地方に波及する効果をもたらすことになる。
1988年12月の最高会議で憲法が改正され、正式に発足したソ連人民代議員大会は、代議員の任期を1期5年（最高2期10年を上限とする）、定数を2,250名と定めた。2,250名の代議員は、以下の3方法で選出された。
- 750名の代議員は、1936年から1989年まで従来、ソ連で実施されてきた地域選挙区（小選挙区）から選出される。
- 750名の代議員は、民族地域選挙区から選出される。
- 残り750名の代議員は、全連邦的規模の社会団体（公共団体）から選出される。

とされた。上記最後の社会団体には、ソ連共産党、コムソモール、労組、協同組合から作家同盟など創造的組合やソ連科学アカデミーなどの諸団体、さらに認可された自主的団体などが含まれ、それぞれ割り当てられた定数の代議員を選出することが決められた。そして、この2,250名の人民代議員大会の常設機関として、最高会議（定数542名）が選出されるという仕組みが形成された。ゴルバチョフは、新設された最高会議議長に選出され、議長職は、ソ連大統領職が設置されるまで、国家元首と規定された。人民代議員大会は、最高会議の決定により年1回召集される。人民代議員大会閉会中は、最高会議が、常設議会として機能し、国政の重要事項について審議することになっていた。

## 歴史
1989年3月26日、第1回人民代議員大会選挙が実施された。この選挙はソ連史上初めての自由選挙として特筆される。この選挙で共産党は1,957名を当選させるも、大都市部で共産党保守派は敗北を喫した。特にゴルバチョフに対してペレストロイカの遅れを批判し、モスクワ市党委員会第一書記を解任され失脚していたボリス・エリツィンはこの選挙でモスクワ選挙区から立候補。9割の得票を獲得して当選し、政治的復権を果たす。この他、この選挙で当選した急進改革派には、異論派の象徴アンドレイ・サハロフやガブリール・ポポフ、アナトリー・サプチャークなどがいる。一方で民族主義の台頭も目立ち、バルト三国やアルメニアでは独立派が当選した。5月には第1回人民代議員大会が召集され、ゴルバチョフは初代最高会議議長に選出された。
エリツィン、サハロフを中心とした急進改革派は地域間代議員グループを結成し、社会主義から離脱して次第に共産党と対立する野党的存在となっていく。新議会で保守派と急進改革派の対立が先鋭化していく中、情勢は東欧革命やソ連各地に噴出する民族問題によって変化していく。共産党中央の権力が次第に衰微していく中で、急進改革派によって共産党一党独裁体制の法的根拠であるソ連憲法第6条・党の指導的役割に関する条項の削除を求める声が高まり、1990年3月の第3回人民代議員大会で第6条は全面改正され、党の指導的役割に関する条項は削除された。また、ゴルバチョフは権力強化を目指して大統領職を新設し、人民代議員大会での憲法改正を受けて行われた大統領選挙で59％の支持を獲得し、大統領に選出される。後任の最高会議議長には、アナトリー・ルキヤノフ最高会議第一副議長が昇格した。
新設の大統領隷下の大統領評議会と連邦評議会、執行機関と保守派を抱える人民代議員大会及び党官僚機構とは対立を顕在化していった。しかし、1991年のクーデターにルキヤノフ最高会議議長が黒幕として指導的役割を果たした後、人民代議員大会は急速にその権威を喪失していった。1991年9月の第5回人民代議員大会は混沌の内に議事が進行し、大会の廃止を決議した。

## 歴代会期
- 第1回人民代議員大会（ロシア語版）：1989年5月25日 — 6月9日
- 第2回人民代議員大会（ロシア語版）：1989年12月12日 — 12月24日
- 第3回人民代議員大会（ロシア語版）：1990年3月12日 — 3月15日
- 第4回人民代議員大会（ロシア語版）：1990年12月17日 — 12月26日
- 第5回人民代議員大会（ロシア語版）：1991年9月2日 — 9月5日

## 参考
英語版の1917年から1936年にかけてのCongress of Sovietsは、通常、「ソビエト大会」と訳される（「ソビエト」の項を参照）。